# Camperdown (Nowa Południowa Walia)
Camperdown – dzielnica na przedmieściach aglomeracji Sydney, położona na terenie samorządu lokalnego City of Sydney i Marrickville, w stanie Nowa Południowa Walia, w Australii.

## Galeria

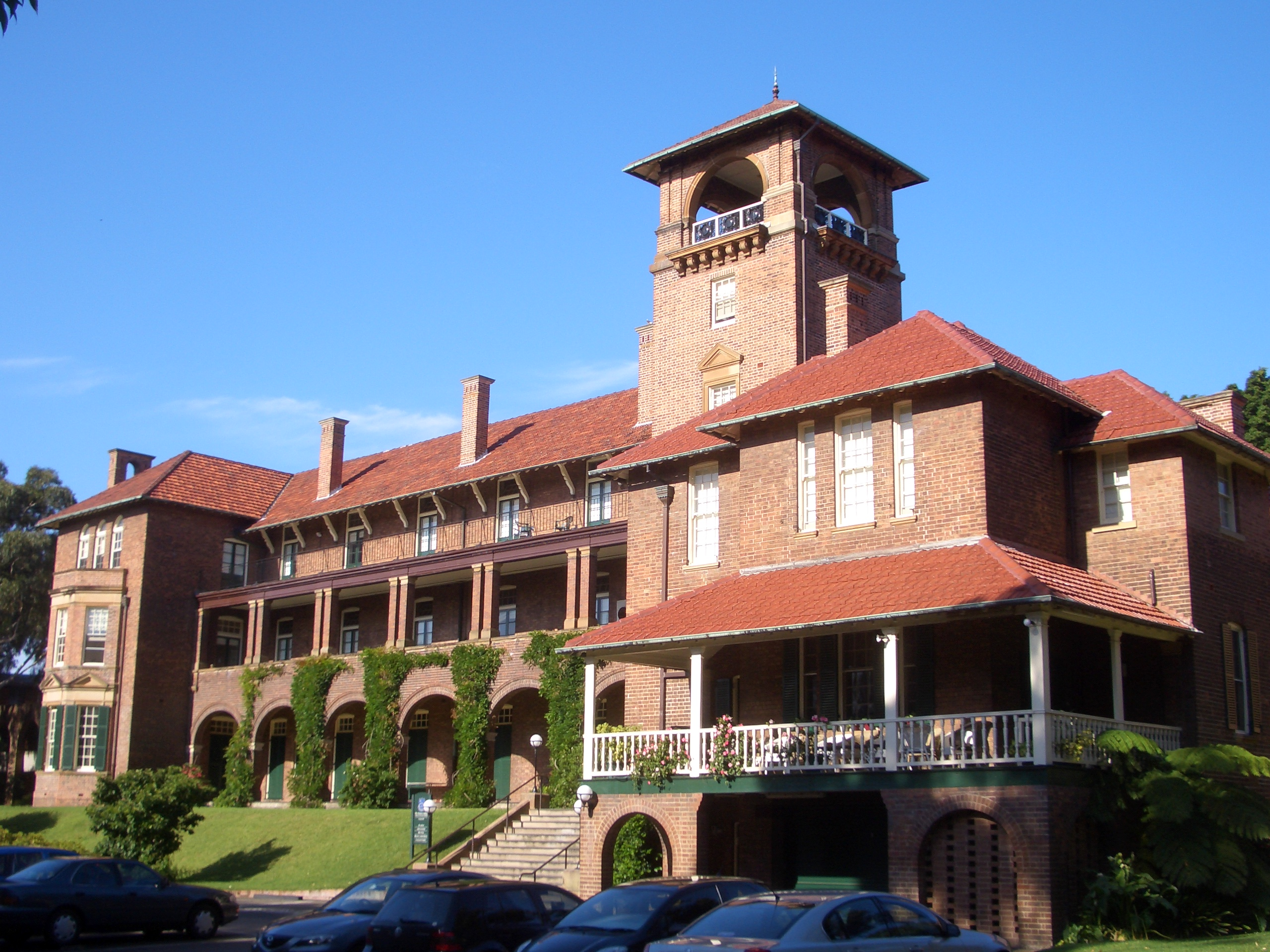
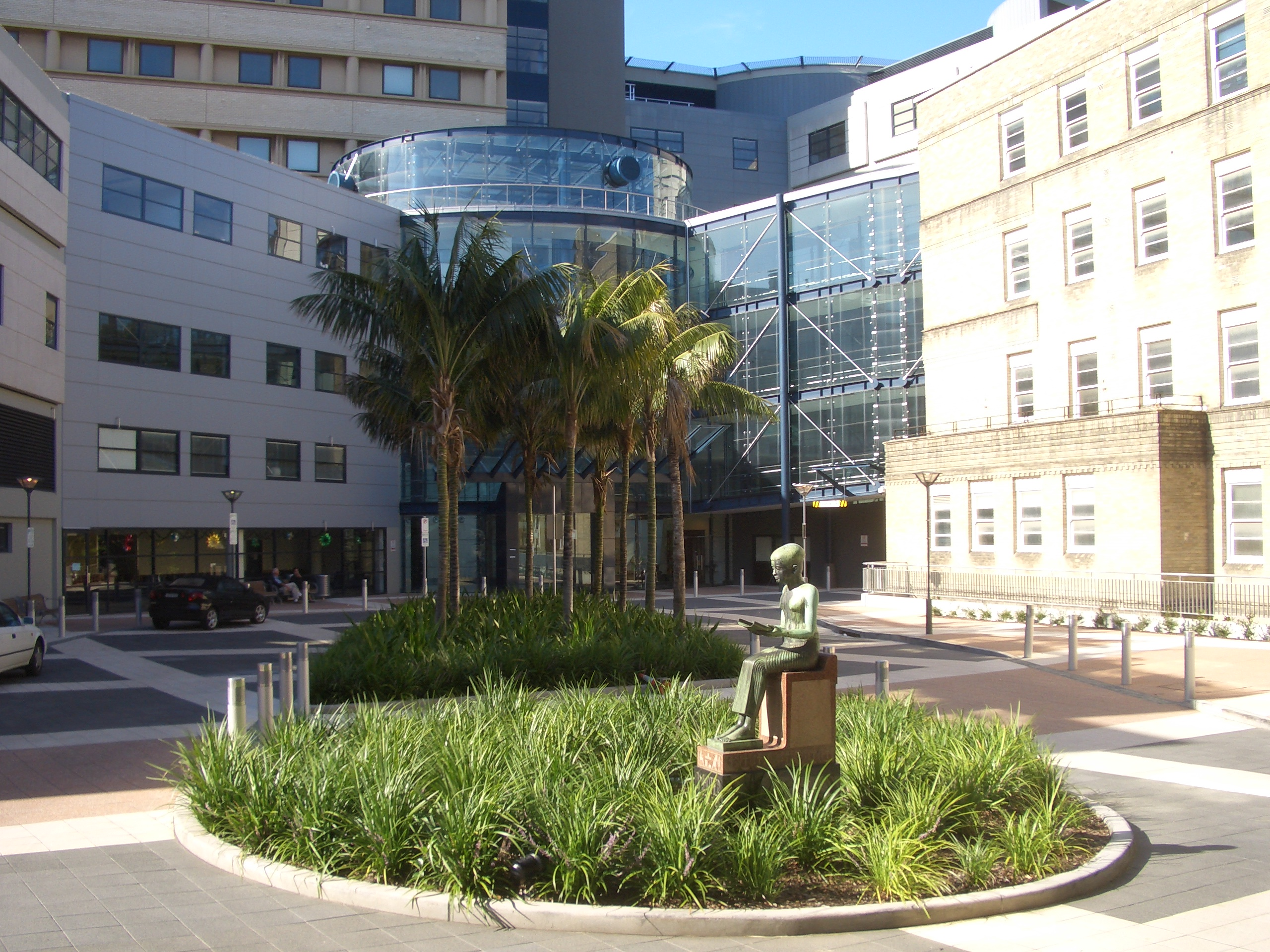
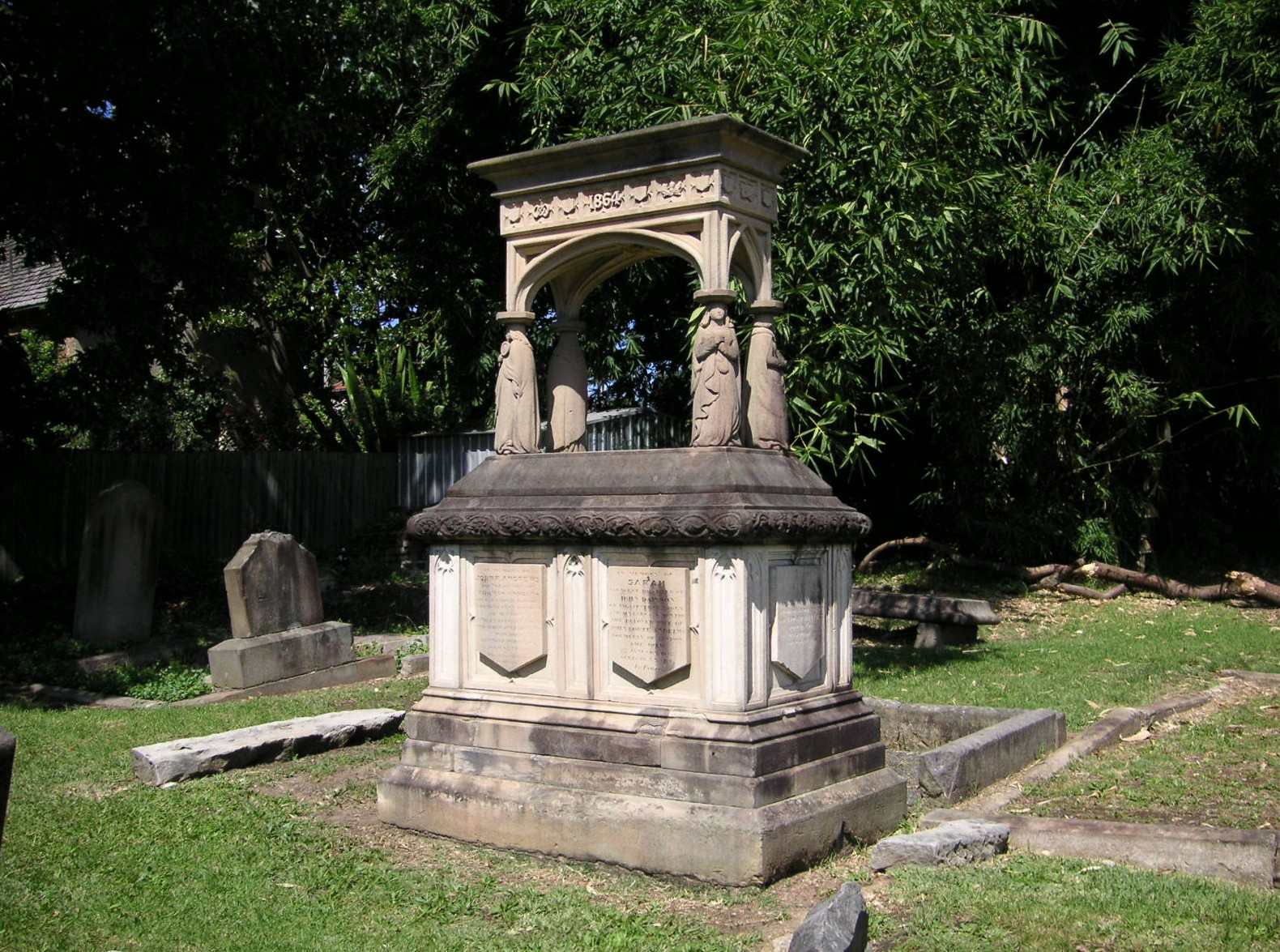